# Эзихо
Эзихо (чечен. Эзихо) — село в Итум-Калинском районе Чеченской Республики. Входит в состав Тусхаройского сельского поселения.

## География
Село расположен в 15 км к северо-западу от районного центра Итум-Кали.
Ближайшие населённые пункты: на северо-западе — Идах, Целтакумой, Чохой и Дажни, на северо-востоке — Узматкалой и Гухой, на юге — Чухшланой, на юго-востоке — Кокадой, на юго-западе — Юрдыхой, Тухой и Баухой.

## История
В 1944 году коренное население ЧИ АССР было выселено. После восстановления ЧИ АССР чеченцам было запрещено селиться в свои исконные районы: Галанчожский, Шатойский и Итум-Калинский.

## Население
| 2010 |
| ---- |
| 0    |